# Carlos González Cepeda
Carlos González Cepeda (Alcázar de San Juan, Ciudad Real, 1949-Valencia, 19 de marzo de 2025) fue un empresario y político español. Fue conseller de Justicia de la Generalidad Valenciana (2000-2003) y delegado del Gobierno en la Comunidad Valenciana (1996-2000).

## Biografía
Carlos González Cepeda nació en la localidad manchega de Alcázar de San Juan (1949). Después de licenciarse en Ciencias Económicas y Empresariales en la Universidad Complutense de Madrid, trabajó como funcionario del Estado como Auditor Censor de Cuentas y como asesor fiscal.
Diputado en las Cortes Valencianes entre 1991 y 1996 por el Partido Popular. Ocupó varios cargos en la administración valenciana como el de presidente del Consejo Asesor de Radiotelevisión Valenciana, delegado del Gobierno en la Comunidad Valenciana entre mayo de 1996 hasta 2000, cuando es designado Consejero de Justicia y Administraciones Públicas por el presidente de la Generalitat Valenciana, Eduardo Zaplana.
Cuando abandona el cargo de consejero, en julio de 2003, se incorpora a la actividad empresarial ocupando importantes cargos de responsabilidad en diferentes empresas como AUMAR (Autopista del Mediterráneo), Pobla Marina - Explotaciones Marítimas de Levante (empresa concesionaria del puerto deportivo de la Puebla de Farnals (Huerta Norte); también será consejero de Recientemente, una empresa de la que González Cepeda era administrador, Grupo Erre Ingeniería, relacionada con el mundo de la construcción, que estaba en un proceso de suspensión de pagos.
Carlos González falleció en Valencia, el 19 de marzo de 2025.